# Stalachtis phyllodoce
Stalachtis phyllodoce is een vlinder uit de familie van de Lycaenidae. De wetenschappelijke naam van de soort is voor het eerst geldig gepubliceerd in 1847 door Doubleday.